# Die Schule der Diktatoren
Die Schule der Diktatoren ist ein Drama von Erich Kästner aus dem Jahr 1956, das die immer wiederkehrende Manipulierbarkeit der Menschheit und den Missbrauch politischer Macht thematisiert.
Das Stück wurde am 25. Februar 1957 in München uraufgeführt. Aus Kästners Nachlass geht hervor, dass das Theaterstück in einer frühen Fassung bereits 1949 vorlag. Diese Darstellung ist jedoch umstritten. Es scheint, als sei diese Meldung „Bestandteil einer oft abenteuerlichen Öffentlichkeitsarbeit, die Kästner immer wieder ganz gezielt für seine Person und sein Werk betrieb.“

## Handlung
Kästner wollte einen alleinigen Bezug auf die NS-Zeit vermeiden. Vielmehr sollte die „Manipulierbarkeit und Demoralisierung der Massen, jene erlebte Form der Entmenschlichung“ gezeigt werden. Die Art und Weise, wie politische Macht inszeniert wird und die Menschen willenlos und ohne moralische Werte folgen, ist nicht nur auf das Dritte Reich anwendbar.
Im Stück vertritt eine Gruppe anonymer Drahtzieher, bestehend aus Kriegsminister, Premier, Leibarzt und Professor, das politische Entscheidungssystem. Der Professor bildet in einer Schule im Schloss Belvedere Präsidenten-Doubles aus, die in Verhalten, Mimik und Gestik, Stimmlage und ähnlichen Eigenschaften trainiert werden. Falls ein Präsident zu Tode kommt, können sich die wahren Lenker des Staates eines neuen Präsidenten bedienen. Der wahre Staatschef ist schon lange tot, einzig seine Frau und sein Sohn leben noch. Ihnen kommt die Aufgabe zu, die vermeintliche Echtheit des jeweiligen Doubles im Amt zu bestätigen. Das Volk wird getäuscht, das scheinbare Staatsoberhaupt ist nur eine Marionette. Das Stück zeigt die „Idee einer Inszenierbarkeit absoluter Herrschaft, bei der die Ideologie der bloßen Machtgier untergeordnet ist.“ Die Doppelgänger sind als Individuen nicht wichtig. Sie werden wie Nutztiere dressiert, um ihre Aufgabe möglichst gut spielen zu können. Sie sind darüber hinaus so stark anonymisiert, dass ihnen sogar die Namen fehlen. „Der Siebente“ ist der einzige Doppelgänger, der nicht völlig willenlos den Anweisungen folgt, sondern eigene, fast moralische Absichten verfolgt. Er möchte sich mit einem Staatsstreich an die Macht putschen, scheitert aber. 
Im Endeffekt wird ein Regierungsumschwung vorgespielt. Die Verschwörer werden jedoch nur durch neue ersetzt.